# تشيناي سوبر كينغز
تشيناي سوبر كينغز هو فريق كريكت من مدينة تشيناي، تاميل نادو، الهند. تأسس عام 2008 ويشارك في الدوري الهندي الممتاز.

## روابط خارجية
- الموقع الرسمي
.